# Radio de convergencia
En matemáticas, según el teorema de Cauchy-Hadamard, el radio de convergencia de una serie de la forma {\displaystyle \sum _{n=0}^{\infty }a_{n}(x-x_{0})^{n}}, con {\displaystyle a_{n},x,x_{0}\in \mathbb {R} }, viene dado por la expresión:
{\displaystyle {\frac {1}{r}}=\lim _{n\to \infty }{\frac {|a_{n+1}|}{|a_{n}|}}}

## Definición
Si nos limitamos al conjunto de los números reales, una serie de la forma {\displaystyle \sum _{n=0}^{\infty }a_{n}(x-x_{0})^{n}}, con {\displaystyle a_{n},x,x_{0}\in \mathbb {R} },
recibe el nombre de serie de potencias centrada en {\displaystyle x_{0}}. La serie converge absolutamente para un conjunto de valores de {\displaystyle x} que verifica que {\displaystyle |x-x_{0}|<r}, donde r es un número real  radio de convergencia de la serie. Esta converge, pues, al menos, para los valores de 
{\displaystyle x} pertenecientes al intervalo {\displaystyle (x_{0}-r,} {\displaystyle x_{0}+r)}, ya que la convergencia para los extremos de este ha de estudiarse aparte, por lo que el intervalo real de convergencia puede ser también semiabierto o cerrado. Si la serie converge solo para {\displaystyle x_{0}}, {\displaystyle r=0}. Si lo hace para cualquier valor de {\displaystyle x}, {\displaystyle r=} {\displaystyle \infty \,\!}

## Ejemplos
Mostraremos el radio de convergencia de algunos desarrollos en series de potencias con sus respectivos radios de convergencia sin justificar porqué el radio de convergencia es el dado.

### Radio de convergencia finito
La función {\displaystyle 1/(1-x)} en su desarrollo con centro 0, o sea, en series de potencias {\displaystyle x-x_{0}=x-0=x}, tiene el siguiente aspecto:
{\displaystyle {\frac {1}{1-x}}=\sum _{n=0}^{\infty }x^{n}=1+x+x^{2}+x^{3}+\ldots }
(Para el cálculo de la serie vea serie de Taylor). Su radio de convergencia es {\displaystyle r=1}. Eso significa que para calcular si se toma cualquier valor cuya distancia al {\displaystyle x_{0}=0} es menor que {\displaystyle r=1}, por ejemplo el {\displaystyle x=0.25}, entonces al remplazarlo en la serie el resultado de calcular la serie será el mismo que remplazarlo en la función, de hecho
{\displaystyle \sum _{n=0}^{\infty }0.25^{n}=1+0.25+0.25^{2}+0.25^{3}+\ldots ={\frac {4}{3}}}.
(La cuenta se puede hacer por serie de potencia). Y por otro lado 
{\displaystyle {\frac {1}{1-0.25}}={\frac {1}{1-{\frac {1}{4}}}}={\frac {4}{3}}}.
Pero si se toma un elemento fuera del radio de convergencia, por ejemplo el {\displaystyle x=2}, al remplazarlo en la serie, esta será divergente (por eso el nombre de radio de convergencia). Efectivamente:
{\displaystyle \sum _{n=0}^{\infty }2^{n}=1+2+2^{2}+2^{3}+\ldots =\infty }.

### Distancia a la singularidad
El cálculo del radio de convergencia no es simple. Veamos una función con dos desarrollos en serie con distintos centros y analicemos sus radios de convergencia. La misma función {\displaystyle 1/(1-x)} en su desarrollo con centro {\displaystyle x_{0}=3} tiene la forma:
{\displaystyle {\frac {1}{1-x}}=-{\frac {1}{2}}+{\frac {x-3}{4}}-{\frac {(x-3)^{2}}{8}}+{\frac {(x-3)^{3}}{16}}-\ldots }
Pero en este caso su radio de convergencia es {\displaystyle r=2}.
Notemos que la función {\displaystyle 1/(1-x)} tiene una singularidad en el 1; y que en los dos caso anteriores el radio de convergencia coincide con la distancia del centro a la singularidad: {\displaystyle |0-1|=1} y {\displaystyle |3-1|=2}. Esto puede llevarnos a pensar que las funciones de variable real que no tengan singularidades tendrán radio de convergencia infinito, lo cual no es así. En el siguiente ejemplo:
{\displaystyle f(x)={\frac {1}{1+x^{2}}}}
Podemos ver que no se anula el denominador para ningún punto y que por tanto: {\displaystyle Domf(x)=\mathbb {R} }. No obstante, la serie se puede expresar como: 
{\displaystyle f(x)={\frac {1}{1-(-x^{2})}}}
y gracias al desarrollo como serie de potencias de {\displaystyle {\frac {1}{1-x}}} queda: {\displaystyle 1-x^{2}+x^{4}-x^{6}...=\sum _{k=0}^{\infty }{(-1)^{k}x^{2k}}}. Con el criterio del cociente podemos comprobar que el radio de convergencia es {\displaystyle r=1}. Este resultado tiene que ver con que las raíces de {\displaystyle x^{2}+1} sí existen en el plano complejo y son {\displaystyle x=i} y en {\displaystyle x=-i}, ambas a distancia 1 del origen, punto en el que desarrollamos la serie. Más información en

### Radio de convergencia infinito
Por ejemplo, la función exponencial {\displaystyle e^{x}} puede desarrollarse en series de potencia de {\displaystyle x-0=x}, de hecho 
{\displaystyle e^{x}=\sum _{n=0}^{\infty }{\frac {x^{n}}{n!}}=1+x+{\frac {x^{2}}{2!}}+{\frac {x^{3}}{3!}}+\ldots }
y esto vale para todo real {\displaystyle x} por eso el radio de convergencia será infinito.